# 格洛里亚
格洛里亚是巴西巴伊亚州的一个市镇。总面积1402.488平方公里，总人口13619人，人口密度9.7人/平方公里。